# Giliasso (schip, 1933)
De Giliasso was het tweede afzinkbare boorplatform en werd in 1933 gebouwd voor de Texas Company door McClintic-Marshall in Leetsdale.
De Texas Company was op zoek naar een goedkopere manier om naar olie te boren in de moerassen van Louisiana. Tot dan werden houten platform gebouwd, wat wel werkte, maar duur was. Op basis van ideeën van G.I. McBride was een methode ontwikkeld voor een mobiele installatie waarbij twee pontons met daarop een verhoogde boortoren en een door vakwerk ondersteund dek naar locatie werd gesleept en daar werd afgeballast tot het op de bodem rustte. Daarnaast was een ponton afgemeerd dat bleef drijven en waarop generatoren en andere apparatuur was opgesteld. In 1932 werd in Chickasaw bij Ingalls Iron Works een prototype gebouwd, de McBride. Deze ging in september 1932 aan het werk in de Garden Island Bay in Plaquemines Parish. Daarna werd ontdekt dat een zekere Louis Giliasso dit concept al in 1928 had ontwikkeld.
Giliasso was van Italiaanse afkomst en had als kapitein op de koopvaardij gevaren. Hij was geëmigreerd naar de Verenigde Staten en had tijdens de Eerste Wereldoorlog als luitenant gediend bij de US Navy Reserve. Daarna was hij de olie-industrie ingegaan en had zeven jaar als superintendent gewerkt voor de Mexican Seaboard Oil Company uit Delaware in Mexico. In 1927 werkte hij op het Meer van Maracaibo en zag dat er behoefte bestond aan mobiele boorinstallaties die bestand waren tegen de teredo navalis-paalwormen. In 1928 had hij octrooi aangevraagd en gekregen voor zijn idee. Giliasso had geprobeerd zijn idee te verkopen aan booraannemers rond het Meer van Maracaibo, maar deze waren bang dat het ponton zich vast zou zuigen aan de bodem en niet meer los zou komen.
Nadat de Texas Company het octrooi vond, zochten zij contact met Giliasso die zij uiteindelijk vonden in Colón in Panama waar hij een bar had. Giliasso verkocht zijn bar en keerde in juli 1933 terug naar de Verenigde Staten en gaf de Texas Company het exclusieve recht op het gebruik van zijn octrooi.
In het Pelto-meer in Terrebonne Parish werd op 17 november 1933 de eerste boring verricht. Deze bleek echter droog, waarna het ontballast werd en het ponton naar het Barré-meer werd gesleept. De tijd tussen het afronden van de eerste boring en het opstarten van de volgende was twee dagen in plaats van de gebruikelijke zeventien. Hiermee had het concept zich bewezen en in 1935 had de Texas Company zeven van deze pontons rondvaren. McBride schatte in een artikel in Drilling and Production Practice in 1935 dat jaarlijks zo'n 600.000 dollar bespaard werd met deze methode.
De stabiliteit van deze bakken was echter beperkt, zodat de waterdiepte waarin dit gebruikt kon worden, beperkt was tot zo'n drie meter.